# كيب كاربنتر
كيب كاربنتر (بالإنجليزية: Kip Carpenter)‏ هو متزلج سريع أمريكي، ولد في 30 أبريل 1979 في كالامازو في الولايات المتحدة.

## وصلات خارجية
- كيب كاربنتر على موقع SpeedSkatingBase.eu (الإنجليزية)
- كيب كاربنتر على موقع SpeedSkatingNews.info (الإنجليزية)
- كيب كاربنتر على موقع SpeedSkatingStats.com (الإنجليزية)
- كيب كاربنتر على موقع أوليمبيديا (الإنجليزية)